# Sopot (Serbia)
Sopot è un comune della Serbia componente la città di Belgrado.